# Dumitru Huidu
Dumitru Huidu este un fost senator român în legislatura 1996-2000 ales în județul Gorj pe listele partidului PUNR. În cadrul activității sale parlamentare, Dumitru Huidu a fost membru în grupurile parlamentare de prietenie cu Republica Slovenia și Republica Federală Iugoslavia. 